# Mio Backhaus
Mio Backhaus (japanisch 長田 澪; * 16. April 2004 in Mönchengladbach) ist ein deutsch-japanischer Fußballtorwart. Er spielt seit 2018 bei Werder Bremen. Des Weiteren ist Backhaus deutscher Nachwuchsnationaltorhüter.

## Karriere

### Vereine
Mio Backhaus wurde als Sohn einer Japanerin und eines Deutschen im niederrheinischen Mönchengladbach geboren, kam aber während seiner frühen Kindheit in das Herkunftsland seiner Mutter, einer Musikerin, da sie „wieder in ihrer Heimat spielen“ wollte. In Japan spielte er bei Kawasaki Frontale und begann seine aktive Karriere zunächst als „Linksaußen“, ehe er auf die Position des Torhüters gewechselt war. Backhaus wuchs zweisprachig auf und verbrachte seine Sommerferien in Deutschland. Da er nach Deutschland zurückwollte, verließ er Japan und zog zu seinen Großeltern in Baesweiler in der Nähe von Aachen. Wieder in der Bundesrepublik angekommen, trat Backhaus der Jugend von Alemannia Aachen bei und spielte ein Jahr für die Aachener. Dann folgte der Wechsel nach Bremen in das Nachwuchsleistungszentrum von Werder.
Im April 2022 stand er in einem Zweitligaspiel gegen den SV Sandhausen erstmals im Spieltagskader von Werders Profiteam. In der Saison 2022/23 war Mio Backhaus Stammtorhüter der A-Junioren in der A-Junioren-Bundesliga und kam nach deren Abschluss ab April 2023 auch noch zu neun Einsätzen für Bremens Zweitmannschaft in der Regionalliga Nord. Für die Saison 2023/24 wurde er an den niederländischen Erstligisten FC Volendam verliehen und gab am 11. August 2023 bei der 1:2-Niederlage im Heimspiel gegen Vitesse Arnheim sein Debüt in der Eredivisie. Backhaus war Stammtorwart.

### Nationalmannschaft
Mio Backhaus spielte seit 2019 in den Altersklassen U15, U16, U18, U19 und U20 für deutsche Nachwuchsnationalmannschaften.
Aktuell ist er auch noch für japanische Auswahlteams spielberechtigt.